# Paweł Kurczewski
Paweł Zbigniew Kurczewski (ur. 17 sierpnia 1950 w Łodzi, zm. 13 grudnia 2009) – polski zapaśnik stylu wolnego.

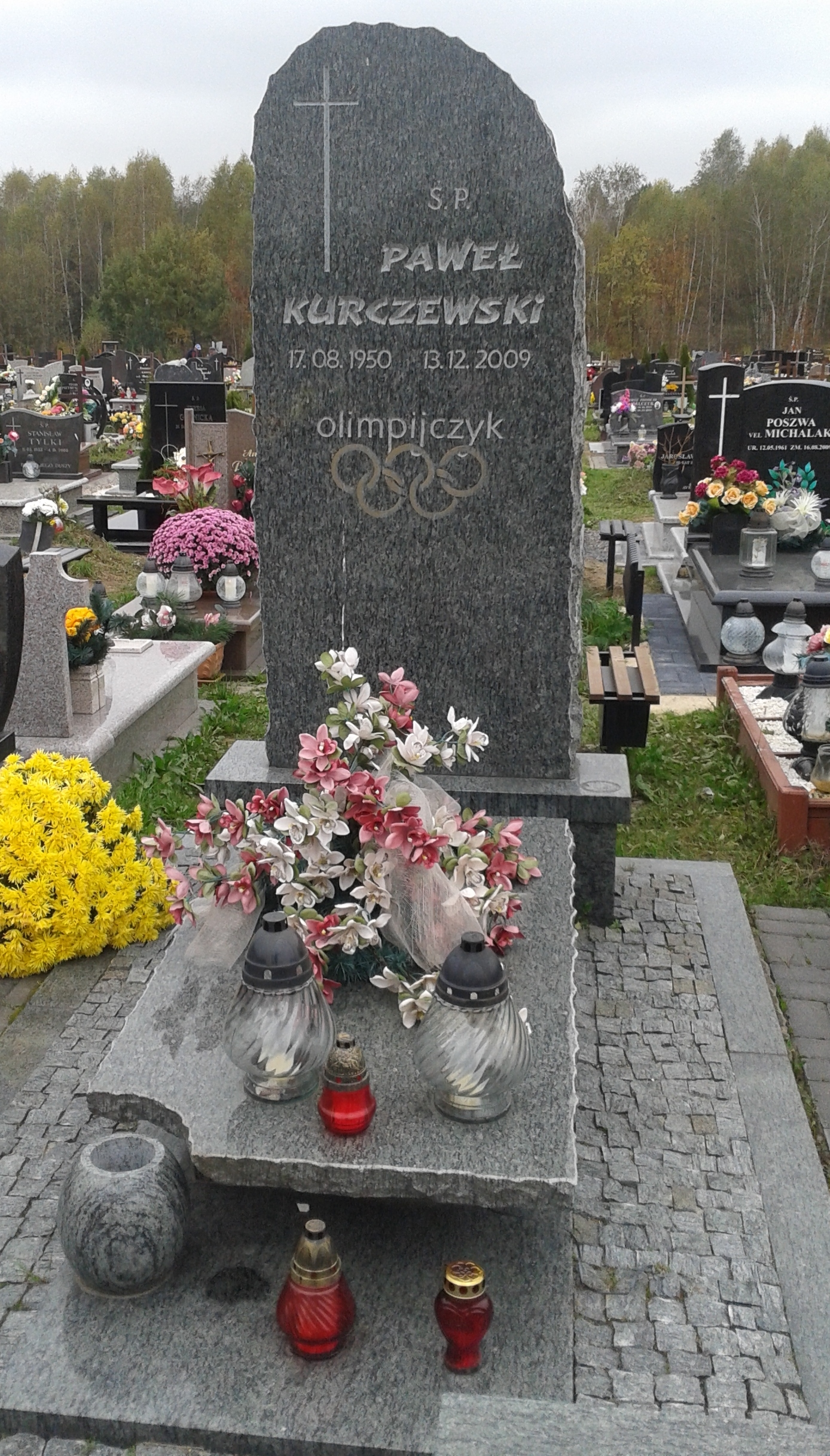
Nagrobek Pawła Kurczewskiego na Cmentarzu na Olechowie

## Życiorys
Wychowanek Budowlanych Łódź, absolwent studium trenerskiego przy katowickiej AWF. Występował w barwach Budowlanych Łódź (1965–1968 i 1972–1979), Grunwaldu Poznań (1969–1971) i niemieckiego KSV Athletic Einigkeit Köllerbach i Włókniarza Łódź. Olimpijczyk z Monachium (1972, 9. miejsce) i Montrealu (6. miejsce). 7-krotny mistrz Polski, 3-krotny medalista Mistrzostw Europy, srebrny medalista Mistrzostw Świata z 1971. Startował w wadze półciężkiej i ciężkiej. Po zakończeniu kariery zawodnika był trenerem Budowlanych Łódź.
Należał do Samoobrony RP. Bez powodzenia kandydował z jej listy w wyborach samorządowych w 2006.
Paweł Kurczewski spoczął na Cmentarzu na Olechowie.

## Odznaczenia
W 2002, za zasługi w rozwoju sportu, został odznaczony przez prezydenta Aleksandra Kwaśniewskiego Złotym Krzyżem Zasługi. Odznaczono go także srebrnym i brązowym Medalem za Wybitne Osiągnięcia Sportowe. Zasłużony Mistrz Sportu.